# Terapia dialettico comportamentale
La terapia dialettico comportamentale (TDC) è una psicoterapia sviluppata da Marsha M. Linehan a partire dalla fine del 1970 per trattare i pazienti con disturbi psicologici o emotivi più gravi, tra cui il disturbo borderline di personalità, l’ideazione suicidaria cronica, l’autolesionismo e la tossicodipendenza.
La terapia dialettico comportamentale mette al centro del suo modello terapeutico l’assunto filosofico della dialettica, unitamente alle tecniche psicologiche proprie del comportamentismo. L'assunto filosofico della dialettica postula che:
- la realtà è formata da opposti;
- gli opposti sono entrambi veri;
- tutto cambia, tranne il cambiamento.

La via di uscita dal disagio psicologico inizia quando si accetta che i tre assunti prima detti sono veri.

## Storia
Ricoverata in ospedale all'età di 17 anni dopo un tentativo di suicidio, Marsha Linehan rimase internata per 26 mesi, durante i quali tutti i trattamenti a cui venne sottoposta si rivelarono fallimentari. Infine, trovò da sola la via d'uscita, attraverso la pratica dell'accettazione, uno dei principi fondamentali della TDC. 
Successivamente al conseguimento del dottorato di ricerca in psicologia clinica, Linehan si dedicò alla cura di pazienti con aspirazioni suicidali croniche, per i quali non esisteva alcun trattamento scientificamente validato che si rivelasse risolutivo. Le tecniche standard della terapia cognitivo comportamentale, su cui Linehan si era in precedenza formata, non portavano a risultati stabili e significativi, come del resto lei stessa aveva già sperimentato.
Tuttavia, Linehan aveva notato che un numero significativo di pazienti che aveva in cura era solito manifestare:
- una forte emozionalità negativa in tutte quelle situazioni in cui si immaginavano rifiutati dall'altro con cui entravano in relazione (in primis il personale sanitario);
- una ridotta capacità di gestire la frustrazione e la rabbia che ne derivavano;
- l'impossibilità di riuscire ad affrontare una alla volta le diverse problematiche che li affliggevano, sia quelle di natura emotiva che quelle cognitive e di comportamento[4].

Da questa osservazione, iniziò il lungo percorso di ricerca e di studio che portò nel breve volgere di un decennio allo sviluppo della TDC.
Da allora, sono stati condotti diversi studi clinici che hanno dimostrato l'efficacia della TDC non solo per il disturbo borderline di personalità, ma anche per una vasta gamma di altri disturbi e problemi, come ad esempio la difficoltà nella regolazione delle emozioni. Inoltre, un numero crescente di studi suggerisce che le terapie di gruppo per l'apprendimento e il miglioramento delle competenze per la vita e delle competenze sociali (skill) sono un intervento promettente per le persone con problemi di alcolismo, le famiglie di persone con ideazioni suicidarie croniche, le vittime di violenza domesticia e altri ancora.
La TDC si è rivelata efficace anche su persone con disturbi dell'alimentazione, depressione resistente al trattamento, disturbo da deficit di attenzione/iperattività e diversi disturbi del controllo degli impulsi. Altri studi hanno ulteriormente confermato l'efficacia della TDC su persone con ideazione suicidaria cronica, autolesionismo non suicidario, difficoltà nella regolazione delle emozioni e problemi nelle relazioni interpersonali. Sono state aggiunte nuove skill per persone con problemi di dipendenza da sostanze e da comportamenti e per familiari di persone con disturbo borderline di personalità. L'intero catalogo delle skill sviluppato dalla TDC fa parte di un programma statunitense rivolto a persone che vogliono apprendere ad accettare e fronteggiare persone con stili di personalità problematici e che fanno parte delle loro vite (partner, familiari, colleghi, superiori, altre persone significative). Il programma è rivolto anche a terapeuti e manager, che devono fronteggiare rispettivamente pazienti e dipendenti con stili di personalità problematici oppure veri e propri disturbi di personalità. In ambito lavorativo, le skill sviluppate dalla TDC sono utilizzate per promuovere l'etica aziendale, con importanti ricadute sulla produttività.

## Fondamenti
Già durante i primissimi anni di ricerca, Linehan individuò e aggiunse diversi fondamenti a quelli già previsti dal paradigma cognitivo comportamentale: il principio di accettazione, alcuni dei principi propri della dialettica hegeliana, la modularità e i tre pilastri della TDC.

### Il principio di accettazione
Accettare le realtà aiuta i pazienti ad accettare gli aspetti dolorosi e indesiderati della loro vita, piuttosto che cercare costantemente di evitarli, il che alla fine crea più sofferenza. Poiché accettano che le loro vite non sono sempre ideali, i pazienti scelgono di essere "OK" con i problemi senza però rinunciare a cambiarli. I pazienti riconoscono e accettano di non avere la vita che desiderano e riconoscono il disagio che ne deriva. Inoltre, accettando la realtà dei fatti, i pazienti hanno una visione più chiara di cosa deve essere cambiato.
Inoltre, Linehan sostiene che un terapeuta deve lavorare per il cambiamento mentre allo stesso tempo accetta la reale possibilità che tali cambiamenti potrebbero non verificarsi.

### La dialettica
Il termine dialettico fa riferimento alla costante tensione tra rappresentazioni della realtà e/o emozioni polarmente opposte che si susseguono entro brevi lassi di tempo nelle persone inclini a determinate forme di psicopatologia. La TDC si concentra sulle difficoltà nella gestione delle emozioni negative e nel controllo dei comportamenti impulsivi. La terapia prevede una serie di tecniche comportamentali e cognitive ed esercizi per l’acquisizione di consapevolezza, volti ad aumentare le capacità di risoluzione dei problemi, le abilità interpersonali e l'abilità nella gestione delle emozioni negative.

### La modularità
La teoria dialettico comportamentale somministra il trattamento attraverso quattro moduli.
Terapia individuale: in questo modulo, il terapeuta lavora con il cliente per applicare le abilità o skill apprese durante il lavoro di gruppo.
Skill training di gruppo: in questa modalità, insieme a un gruppo di altre persone, vengono insegnate nuove abilità comportamentali, completati i compiti per casa e svolti giochi di ruolo per apprendere nuovi modi di interagire con gli altri.
Assistenza telefonica: in questa modalità, si può chiamare il terapeuta tra una sessione e l’altra per ricevere indicazioni su come affrontare situazioni difficili che dovessero nel frattempo presentarsi.
Consultazione tra terapeuti: in questa modalità, il singolo terapeuta incontra altri terapeuti TDC. Questi incontri aiutano i terapeuti a risolvere questioni difficili e complesse che emergono durante la terapia, agevolando lo scambio di idee e consigli su cosa fare quando la terapia segna il passo.

### I tre pilastri della TDC
La TDC si regge su tre grandi pilastri filosofici e scientifici, sui quali si costruisce la relazione d’aiuto:

#### Tutte le cose sono interconnesse
Tutto e tutti sono interconnessi e interdipendenti. Siamo tutti parte di una grande comunità dove ognuno ha bisogno dell’altro per raggiungere uno stato di benessere e di felicità;

#### Il cambiamento è costante e inevitabile
Non si tratta di un’idea nuova. Eraclito diceva che l’unica certezza nella vita è il cambiamento. La vita è piena di sofferenza, ma poiché il cambiamento esiste, essendo il cambiamento l’unica cosa di cui puoi essere certo, anche la tua sofferenza cambierà;

#### Gli opposti si integrano per formare un’approssimazione più fedele alla realtà
Questo è il principio cardine della dialettica. Una sintesi dialettica unisce la tesi (un’idea) e l’antitesi (il suo opposto). Nell’elaborare la sintesi delle due idee, il processo non introduce mai un nuovo concetto che non si trovi né nella tesi né nell’antitesi. A rigore di logica, la sintesi incorpora un concetto della tesi e uno dell’antitesi.

## Efficacia nel trattamento del disturbo borderline di personalità
La TDC è stata la prima psicoterapia a evidenziare scientificamente la sua efficacia su persone con disturbo borderline di personalità.
La terapia si focalizza nell’aiutare le persone a sviluppare un senso di sé positivo e realistico, a correggere il pensiero dicotomico e ad apprendere tecniche efficaci per
- la gestione dello stress;
- la regolazione delle emozioni;
- la risoluzione dei problemi.

I pazienti apprendono come inibire l'impulsività attraverso
- il monitoraggio delle situazioni a rischio, cioè quelle situazioni in grado di attivare la risposta impulsiva;
- l’adozione di strategie di coping più efficaci e adattive[9].

Le persone con disturbo borderline di personalità sono così sensibili al rifiuto e alle critiche che anche un gentile incoraggiamento a comportarsi o pensare in modo diverso può essere interpretato erroneamente come un serio rimprovero, portando a reazioni emotive estreme. Quando ciò accade, il terapeuta, che potrebbe essere stato venerato un attimo prima, viene improvvisamente aggredito, verbalmente e/o fisicamente. Un esempio di approccio tipico della TDC, e che fa uso della dialettica, è il seguente: invece di dire “se continui a ferirti alle braccia non otterrai nulla” il terapeuta potrebbe dire “sarei molto triste se tu ti ferissi alle braccia, quindi spero molto che tu non lo faccia” trasmettendo al paziente che lui o lei è pienamente accettato, a prescindere dal fatto che continui a mettere in atto il comportamento autolesionista.
Il terapeuta insegna ai pazienti a gestire efficacemente i pensieri autodenigratori e i giudizi dicotomici su fatti o persone (o bello o brutto, o buono o cattivo) aiutandoli a mettere in dubbio tali pensieri e giudizi. Inoltre, il terapeuta aiuta i pazienti ad apprendere e utilizzare le migliori tecniche affinché nelle relazioni interpersonali sappiano esprimere assertività in modo maturo, cooperativo, non invadente e soprattutto in modo empatico e simpatico.
La TDC si concentra sulla gestione delle emozioni negative e sul controllo dei comportamenti impulsivi. Ha lo scopo di aumentare le capacità di risoluzione dei problemi, le abilità relazionali e la capacità di gestire le emozioni negative. Gli studi dimostrano che sia la TDC che la terapia cognitivo-comportamentale possono ridurre pensieri e comportamenti suicidari.

## Efficacia nel trattamento di altri disturbi
Gli studi controllati randomizzati hanno evidenziato che la TDC può ridurre il comportamento suicidario e l'autolesionismo non suicidario. In funzione della rilevanza transdiagnostica della disregolazione emotiva, la TDC è stata successivamente adattata per il trattamento dei disturbi alimentari, dei disturbi dell'umore e di altri problemi di regolazione emotiva e controllo degli impulsi, anche nei bambini.
Studi controllati randomizzati hanno evidenziato che la TDC è risultata efficace anche su pazienti con disturbo depressivo maggiore, disturbo d’ansia, comportamenti autolesionisti e difficoltà relazionali.

## Fattori di rischio del disturbo borderline di personalità secondo Linehan
Marsha Linehan ha proposto che la genitorialità disfunzionale potrebbe amplificare le vulnerabilità di alcuni bambini. Secondo la Linehan, il disturbo borderline di personalità si sviluppa quando le persone che hanno difficoltà a controllare le loro emozioni (a causa di una diatesi biologica probabilmente di natura genetica) sono cresciute in un ambiente familiare che è o è stato invalidante.
Con ambiente familiare invalidante si definisce la costante pressione a cui un soggetto è sottoposto da parte dei familiari al fine di impedire che possa comunicare verbalmente o non verbalmente il proprio vissuto emotivo. Ad esempio, il contesto socio-familiare può manifestare disapprovazione all’espressione delle emozioni, punendo il soggetto che le esprime e ottenendo l’inibizione dell'espressione delle stesse. Tuttavia, l’ambiente a volte premia in maniera intermittente e casuale l’espressione emotiva, spingendo il soggetto a estremizzare l’espressione, in quanto, per i principi del condizionamento operante, ha appreso che l'espressione esacerbata delle proprie emozioni è la condizione necessaria e sufficiente per ottenere l'attenzione desiderata.

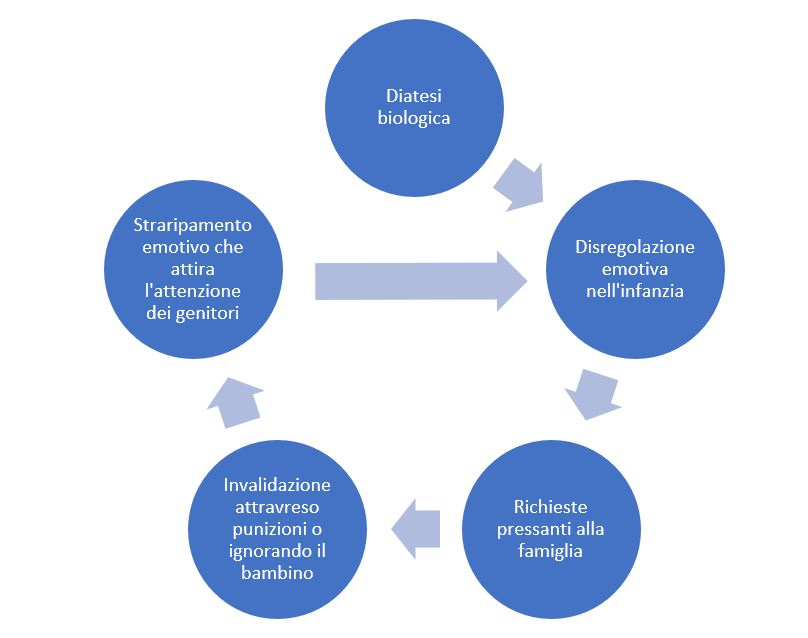
Il modello diatesi-stress del disturbo borderline della personalità proposto da Marsha Linehan (1993)

Ad esempio, il bambino disregolato fa enormi richieste di condivisione emotiva alla sua famiglia. I genitori esasperati ignorano o addirittura puniscono le manifestazioni emotive del bambino, il che porta il bambino a sopprimere le sue emozioni. Le emozioni soppresse si accumulano fino a deflagrare, il che attira l'attenzione dei genitori. In tal modo, i genitori finiscono per rinforzare gli stessi comportamenti che avevano tentato invano di punire.
La ricerca supporta la natura dinamica di queste interazioni tra i bambini e i loro genitori nello sviluppo del disturbo borderline di personalità. In uno studio di coorte, i ricercatori hanno seguito dall’età di 5 anni fino all’età di 14, 2228 ragazze e le loro madri. Lo scarso autocontrollo dei comportamenti impulsivi si è rivelato un predittore significativo di una genitorialità disfunzionale e invalidante, e viceversa (la genitorialità disfunzionale e invalidante si è rivelata predittiva di scarse capacità di autocontrollo delle ragazze). I soggetti con problemi di autocontrollo degli impulsi durante l’infanzia sono risultati quelli che a 14 anni presentavano maggiori sintomi di disturbo borderline di personalità.